# Thortveitita
La thortveitita es un mineral de la clase de los sorosilicatos, y dentro de esta pertenece al llamado “grupo de la thortveitita”. Fue descubierta en 1911 en la provincia de Aust-Agder (Noruega), siendo nombrada así en honor de Olaus Thortveit, exportador de minerales noruego. Su color es verde grisáceo, negro o gris.

## Características químicas
La tortveíta es un mineral raro compuesto por silicato de escandio y itrio (Sc,Y)2Si2O7. Es la fuente principal de escandio. Es un silicato de escandio, con estructura molecular de sorosilicato con cationes en coordinación octaédrica o mayor.
Además de los elementos de su fórmula, suele llevar como impurezas: itrio, circonio, hafnio, aluminio, hierro, manganeso, magnesio, calcio, cerio y tierras raras. 

## Formación y yacimientos
Aparece en diques de rocas pegmatitas de tipo granito.
Suele encontrarse asociado a otros minerales como: euxenita, biotita, oligoclasa, microclina, cuarzo, monazita, fergusonita, ilmenorrutilo, berilo, moscovita, magnetita, kobeíta-(Y), perrierita-(Ce), turmalina, zircón, allanita o ilmenita.

## Usos
Es extraído en las minas como la principal mena del metal de escandio.